# Mousa Abu Jazar
Mousa Abu Jazar (Gaza, 25 agosto 1987) è un calciatore palestinese, difensore dello Shabab Al-Khalil e della Nazionale palestinese.

## Carriera

### Nazionale
Ha esordito in Nazionale nel 2011.